# Psiche (stucco)
La Psiche è uno stucco proveniente da Villa Petraro, rinvenuto durante gli scavi archeologici dell'antica città di Stabiae, l'odierna Castellammare di Stabia e conservato all'interno del Museo archeologico di Stabia Libero D'Orsi.

## Storia e descrizione
Così come il Satiro con capro ed il Satiro con rhyton, anche questo stucco proviene dal calidarium di Villa Petraro: precisamente era la decorazione di uno dei cassettoni della volta a botte dell'ambiente termale e realizzata poco prima dell'eruzione del Vesuvio del 79; venne rinvenuto tra il 1957 ed il 1958 da Libero D'Orsi durante gli scavi della villa e staccato per preservane l'integrità conservandolo all'interno dell'Antiquarium stabiano e poi al Museo archeologico di Stabia Libero D'Orsi.
L'opera raffigura Psiche, rappresentata nuda e di prospetto, con le braccia aperte e le ali spiegate: regge nella mano destra un fiocco, mentre in quella sinistra, alzata, un mantello agitato dal vento che copre in parte le spalle e la gamba sinistra; tutta l'opera è racchiusa in una doppia cornice, una linguette, l'altra con bordo ad ovoli, che presenta nell'angolo sinistro il profilo di una testa maschile, modellato a stecca.